# Maurice Bouly de Lesdain
Maurice Léopold Joseph Bouly de Lesdain (20 septembre 1869 - 3 janvier 1965) est un botaniste et lichénologue français.

## Jeunesse et carrière
Bouly de Lesdain est né à Dunkerque le 20 septembre 1869. Il fit ses études classiques au collège des Jésuites de Boulogne-sur-Mer, puis ses études de médecine à Paris où il obtint son doctorat en 1894. Parallèlement, il s'inscrit à l'Université de Paris pour une licence d'histoire naturelle, qu'il obtint en 1896. Avec Jean-Nicolas Boulay, il édite la série Rubi praesertim Galliae exsiccati (1894-1901). Durant ses études à Paris, il travaille avec le botaniste français Gaston Bonnier, qui a réussi la resynthèse expérimentale des lichens. Son biographe, Henry Nicollon des Abbayes, suggère que c'est cette collaboration précoce qui a renforcé son désir de travailler sur les lichens. En 1910, il soutient sa thèse de doctorat en sciences naturelles qui porte sur les lichens des environs de Dunkerque. À cette époque, il s'installe à Dunkerque comme médecin praticien, mais consacre son temps libre à l'étude de l'histoire naturelle. Au cours des décennies suivantes, il entreprit de nombreuses excursions pour recueillir des échantillons pour son herbier personnel et entretint une correspondance avec plusieurs lichénologues français et étrangers de premier plan, avec lesquels il échangea des publications et des spécimens.
En 1940, pendant la Seconde Guerre mondiale, sa maison, son herbier privé et sa bibliothèque furent détruits lors de la bataille de Dunkerque. Il se réfugie alors à Paris, où il rejoint l'équipe du laboratoire de cryptogamie du Muséum national d'histoire naturelle. Ses principaux travaux en lichénologie furent l'étude systématique des lichens, la détermination et la description de leurs formes rares et exotiques, en particulier celles de Cuba, de la Guadeloupe, du Nouveau-Mexique et de l'archipel des Kerguelen. Il décrit ainsi plusieurs nouvelles espèces du genre Caloplaca. Il publie également des recherches sur les groupements de plantes à graines ainsi que sur les mousses et les champignons. Son herbier détruit contenait de nombreux spécimens-types de lichens qui lui avaient été envoyés par Gustave Arsène Brouard de Cuba, du Mexique et du Nouveau-Mexique. L'une de ces espèces était Parmelia graminicola ; en raison de la perte du type, le nom est resté inutilisé, jusqu'à ce qu'un isotype (duplicata) des collections originales de lichen de Brouard soit découvert parmi une collection sauvée de la destruction dans une décharge du Nouveau-Mexique en 2001. Bouly de Lesdain a publié 110 articles scientifiques de 1905 à 1961.
En 1945, Bouly de Lesdain se retire à Lille. La même année, il devient correspondant de l'Académie des sciences et du Muséum national d'histoire naturelle. Il décède à Lille le 3 janvier 1965.

## Éponymes
Le genre Lesdainea (de la famille des lichens ) a été nommé en son honneur en 1910 par l'explorateur et diplomate français François Jules Harmand. C'est aujourd'hui un synonyme de Trimmatothele Norman ex Zahlbr.  Les espèces qui ont été nommées en son honneur comprennent également : Nesolechia lesdainii Vouaux (1910) ; Trichodiscula lesdainii Vouaux (1910) ; Verrucaria lesdainii Harm. (1911) Harm. (1911) ;  Nectria lesdainii Vouaux (1912) ; Pleospora lesdainii Vouaux (1912) ; Mollisia lesdainii Vouaux (1914) ;  Phacopsis lesdainii Vouaux (1914) ;  Rhabdospora lesdainii Vouaux (1914) ;  Lecanora lesdainii Samp. (1916) Samp. (1916) ; Crocynia lesdainii Hue (1924) ; Rinodina lesdainii Samp. (1924) Samp. (1924) ; Lecidea lesdainii Zahlbr. (1925) Zahlbr. (1925) ; Buellia lesdainii Zahlbr. (1931) Zahlbr. (1931) ; Parmelia boulydelesdainii Gyeln. (1931) Gyeln. (1931) ; Parmelia lesdainiana Gyeln. (1934) Gyeln. (1934) ;  Usnea lesdainii Motyka (1937) ; Dendriscocaulon lesdainii Dughi (1945) ; Staurothele lesdainiana Clauzade & Cl.Roux (1985) ;  et Placidium lesdainii Breuss (2002) .

## Publications choisies
- Bouly de Lesdain, « Lichens du Mexique. Deuxième supplément. Lichens recueillies par le frère Amable St.Pierre », Annales de Cryptogamie Exotique, vol. 2, nos 3–4,‎ 1929, p. 217–254 (lire en ligne)
- Bouly de Lesdain, « Lichens recueillis en 1930 dans les îles Kerguelen, Saint Paul et Amsterdam par M. Aubert de la Rue », Annales de Cryptogamie Exotique, vol. 4, no 2,‎ 1931, p. 98–103 (lire en ligne)
- Bouly de Lesdain, « Lichens de l'etat de New-Mexico (USA) recueillis par le frère G. Arsène Brouard », Annales de Cryptogamie Exotique, vol. 5, no 1,‎ 1932, p. 89–139 (lire en ligne)